# Philosophie des Mittelalters

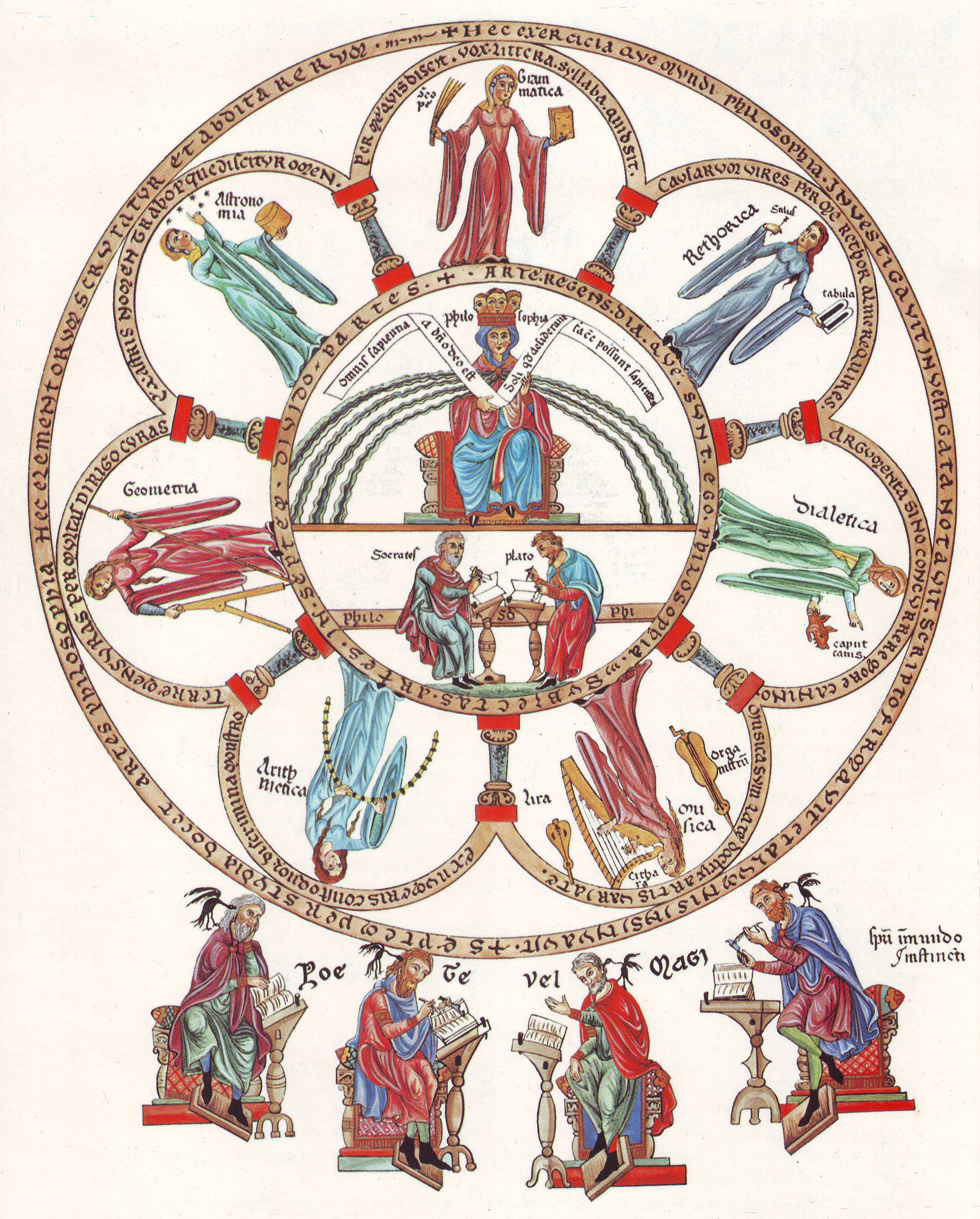
„Die Philosophie thront inmitten der Sieben Freien Künste“ – Darstellung aus dem Hortus Deliciarum der Herrad von Landsberg (um 1180)

Die Philosophie des Mittelalters in Europa umfasst sehr vielfältige Strömungen, die sich seit dem Ende der Antike bis zur Reformation entwickelt haben. Im abendländischen Kulturkreis wird sie durch das Christentum geprägt und getragen. Ohne den Bezug auf die klassische griechische Philosophie wäre sie auch hier nicht zu denken. Im Versuch, Wissen und Methode des Altertums und der jeweiligen Gegenwart zu vermitteln, zielt das philosophische Bemühen in einer religiös durchprägten Kultur auf Synthese mit dem religiösen Glauben. So verstanden, hat es seine Spitze in der natürlichen Theologie. Entsprechendes gilt auch für viele jüdische und islamische Denker dieser Epoche.

## Abgrenzung des Mittelalters
Das europäische Mittelalter ist nicht eindeutig definiert. Als Beginn dieser Epoche galt früher meist das Ende des weströmischen Reiches 476, heute eher das Ende der Spätantike im 6. Jahrhundert. Josef Pieper nennt das Jahr 529 als „symbolische“ Wegmarke – Schließung der antiken Platonischen Akademie und Gründung der benediktinischen Abtei Montecassino. Den Beginn der Frühen Neuzeit datiert man auf die Erfindung des Buchdrucks um 1450, die Entdeckung Amerikas 1492 oder die Reformation 1517.
Den Begriff „Mittelalter“ (Medium aevum) führte die Renaissance ein, um den vorherigen Zeitraum von der Antike zu trennen. Damit war oft eine Abwertung verbunden: Das Mittelalter galt als „finstere“ Epoche, in der sich keine freie und humane Philosophie entfalten konnte.
Dieses Urteil verkannte jedoch den Beitrag, den die Philosophen des Mittelalters zur Philosophiegeschichte geleistet haben. In ihrem Denken war schon vieles angelegt, was die Gelehrten der Renaissance, des Humanismus, der Reformation und schließlich der Aufklärung formulierten.

## Übergang von der spätantiken zur mittelalterlichen Philosophie
Schon in der Entstehung der christlichen Theologie seit dem 2. Jahrhundert beziehen sich christliche Apologeten und Kirchenväter auf philosophische Lehren. Das aufkommende Christentum musste sich dogmatisch festigen und gegen „Häresien“ durchsetzen. Es musste auch christliche Lehren gegen konkurrierende Denkschulen des Hellenismus, aber auch religiösen Gruppen des Gnostizismus und Manichäismus verteidigen. Dies war nicht möglich, ohne sich philosophischer Begrifflichkeit und Methode zu bedienen.
Die Patristik bereitete Grundlagen für das Zusammenspiel und die Synthese von Vernunft (Wissen) und Offenbarung (Glauben), die philosophische Entwürfe der Folgezeit mitbestimmten. Die Philosophie – damals meist in Form des Neuplatonismus – war hier der Theologie ein- bzw. untergeordnet, blieb so aber ihr integraler Bestandteil. In dieser Hinsicht lässt sich bereits die christliche Patristik als Vorphase der mittelalterlichen Philosophie beanspruchen, obwohl sie zeitlich noch zur Antike gehört.
Die damaligen philosophischen Zentren haben sich vor allem in Alexandria (Ägypten) und Rom, später verstärkt auch in Nord- und Westeuropa herausgebildet. Nach der Konstantinischen Wende schuf der Nordafrikaner Augustinus von Hippo den tragenden Gesamtentwurf der katholischen Theologie. Er nahm die Fragestellungen der neuplatonischen Philosophie als „Vorbau“ in sein System auf, das für die nächsten 500 Jahre maßgebend wurde.
Die Vorherrschaft der Kirche bewahrte und verbreitete nach dem Zerfall des Römischen Reiches in ganz Europa das Lateinische. Es blieb im Bereich des Abendlands einheitliche Sprache des Gottesdienstes wie der Wissenschaft, so dass philosophische Diskurse hier ausschließlich auf Latein geführt wurden. Dies begünstigte im Hochmittelalter ihren Anspruch auf Universalität, der nicht an nationale Grenzen gebunden war.

### Patristik (bis Augustinus)
Die Geschichte der Patristik ist ganz überwiegend ein Stück Theologiegeschichte. Historisch gesehen gehört sie eigentlich in die Spätantike. Um die Entstehung der philosophischen Positionen des Mittelalters – ausgehend von Augustinus – verstehen zu können, bedarf es jedoch eines Überblicks über diese Zeit. Die Patristik verlief weitgehend parallel zur Spätantike, häufig in einer weltanschaulichen Auseinandersetzung mit der griechischen Philosophie. Anknüpfungspunkte ergaben sich dabei auch zu der Tugendlehre der Stoa (Seneca, Marc Aurel) oder der Skepsis (Sextus Empiricus). Wichtiger ist aber der mittlere Platonismus, wie er in Alexandrien von dem jüdischen Denker Philon (1. Jh. n.) gelehrt wurde und der Neuplatonismus, den Plotin (3. Jh. n.) begründete. Viele oftmals durch griechische Bildung erzogene Kirchenväter versuchten, Plotins Lehre von dem unbeschreiblichen Einen, das in Seinsstufen des Weltgeistes in die Welt ausströmt (Emanation) mit den christlichen Lehren zu verbinden. Zugleich ist die Patristik die Phase der Orientierung und der Herausbildung gefestigter Lehrsysteme. Auch erste Lehrentscheidungen (Dogmen) fallen in dieser Phase des Christentums und grenzen abweichende Positionen (Häresien) aus. Mit zunehmender Anerkennung des Christentums, dann auch als Staatsreligion (im 4. Jh.), bei gleichzeitigem Verfall des römischen Reiches traten die traditionellen griechischen Philosophenschulen immer mehr in den Hintergrund.

#### Apostolische Väter
In seinen Anfängen war das Christentum als Religion fast ausschließlich durch seine Herkunft aus dem Judentum und dessen Traditionen geprägt. Mit der rasch beginnenden Ausbreitung im Mittelmeerraum und der zunehmenden Zahl der Heidenchristen mussten schon die Apostel, erst recht aber die frühen Kirchenväter deren anderen kulturellen Hintergrund mit anderen Fragen und Sichtweisen in den christlichen Glauben integrieren. Diese war daher eine frühe Aufgabe der apostolischen Väter, von denen überwiegend nur Bruchstücke bzw. Nachweise in Erzählungen vorliegen. Hermas (um 150), Ignatius von Antiochien († ca. 107) oder Polykarp von Smyrna (um 69–155/156) haben dabei vorwiegend Lehrbriefe verfasst, die der Form der neutestamentlichen apostolischen Gemeindebriefe ähneln.

#### Häretiker
Unter Gnosis (siehe auch Erkenntnislehre) werden verschiedene häretische Positionen des 2. und 3. Jahrhunderts zusammengefasst. Typisch ist meist, dass diese die Erkenntnis Gottes vor allem spirituell erreichen wollen und christliche Lehren um Erzählungen, Mythen und klassische Philosophie ergänzen. Dabei waren sie zunächst kaum von christlichen Lehrern zu unterscheiden, wurden aber von sog. orthodoxen Autoren als Irrlehrer diskreditiert. Oft wird zwischen Gott und einem zusätzlichen Weltschöpfer unterschieden. Die Seele wird als ein auf der Erde verirrter Fremdling wahrgenommen, doch enthält der Mensch einen göttlichen „pneumatischen Samen“, der die Rückkehr in die Sphäre Gottes, das Pleroma, ermöglicht, wenn der Mensch sich von allem Irdischen löst. „Gnosis“ bezieht sich also auf die Erkenntnis des Überweltlichen und des Weges dorthin. Bedeutende Vertreter waren Basilides (um 133), Valentinus (um 150) und Nähen bestehen auch zu Marcion von Sinope. Die Gnostiker waren in ihrer Wirkung in aller Regel lokal und zeitlich begrenzt. Eine weitaus umfassendere Wirkung erreichte der Manichäismus des Persers Mani (216–276). Nach Mani ist die Geschichte in drei Phasen eingeteilt. Zunächst standen sich die Reiche des Lichtes und der Finsternis getrennt gegenüber. In der zweiten Phase, der Entstehung des Kosmos, kam es zu einer Vermischung beider Reiche. Die Erlösung entsteht in der dritten Phase der Weltgeschichte, in der das Licht die Oberhand über die Finsternis gewinnt. Als Propheten dieser Zeit werden u. a. Buddha, Jesus und schließlich Mani angesehen.

#### Apologeten

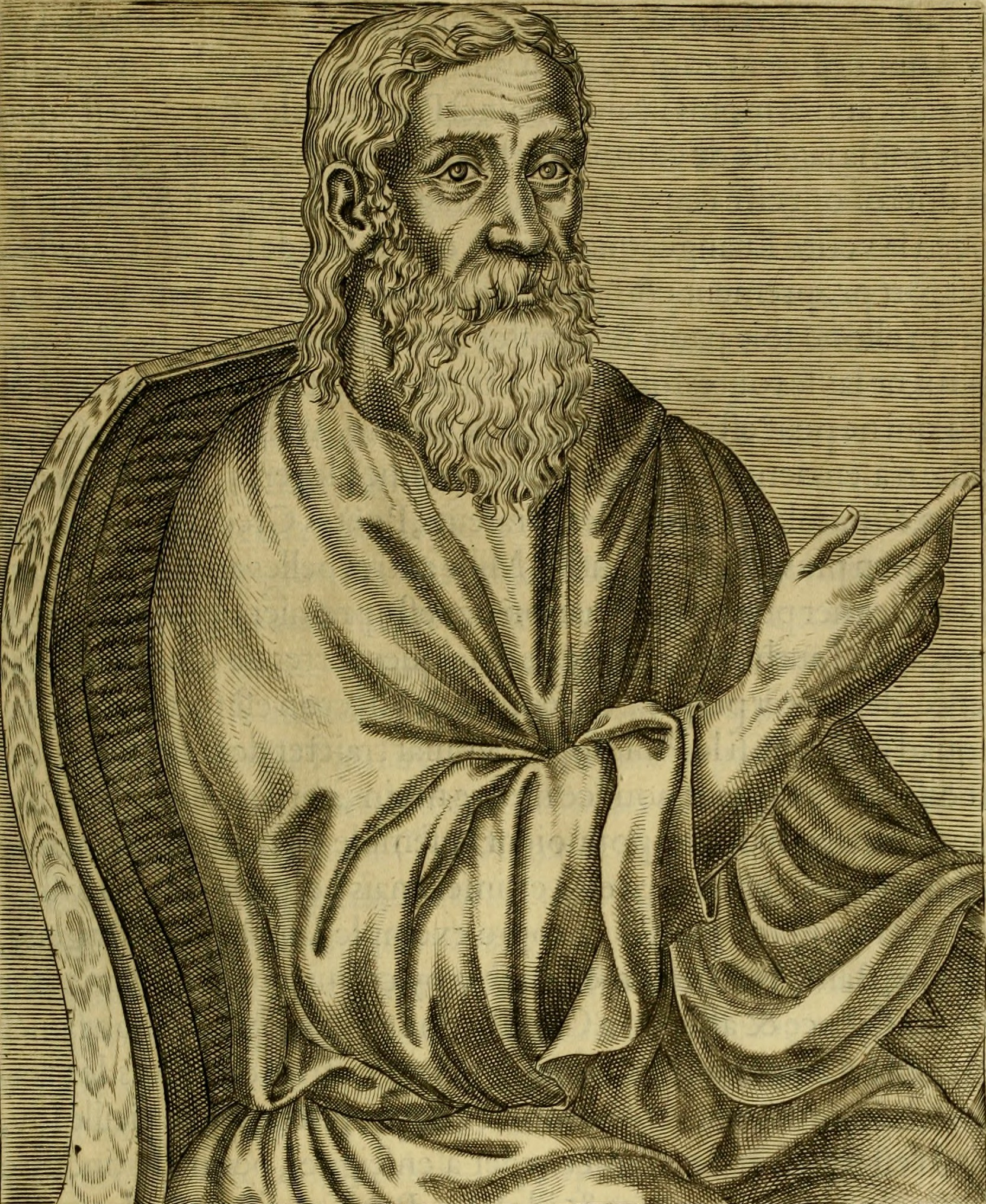
Clemens von Alexandrien

Die Apologeten benutzten die klassische Philosophie, um die Verträglichkeit des Christentums mit einigen hergebrachten Weltanschauungen aufzuzeigen und von anderen abzugrenzen. Ihr Philosophieren stand unter dem Primat des Glaubens. Für Justin den Märtyrer (um 100–163) führte der Weg zu Gott nur über die wahre Philosophie, das Christentum. Die klassische Philosophie könne dagegen keine Antworten auf letzte Fragen geben. Dies sei nur durch die Heilige Schrift und die Lehren der Freunde Christi möglich. Athenagoras von Athen (ca. 130–190) wandte sich mit einer Bittschrift an den Kaiser Mark Aurel. Er war ein konvertierter Philosoph, wahrscheinlich der platonischen Richtung. Von Tatian als Schüler des Justin ist eine Rede an die Griechen bekannt. Irenäus von Lyon (120–200) war Bischof von Lyon, kämpfte gegen Häretiker und gilt, da er dabei wesentlich definierte, was als Häresie und was als Orthodoxie gilt, als einer der Begründer der kirchlichen Dogmatik. Tertullian (ca. 160–225) war der erste Kirchenvater, der auf Latein schrieb und so wichtige Begriffe des Kirchenlateins schuf. Für ihn galt ebenfalls das Primat der Heiligen Schrift, die Philosophie hatte nur eine ergänzende Funktion.
Clemens von Alexandrien (ca. 150 – gest. nach 215) war stark beeinflusst von Philon, einem jüdischen Alexandriner, der sich aus Sicht des Judentums stark mit der Philosophie befasst: „Denn die richtigen Lehren anzunehmen und die anderen zu verwerfen, dazu befähigt nicht einfach der Glaube, sondern nur der auf Wissen beruhende Glaube.“ (nach Heinzmann, 35). Clemens von Alexandrien hat die platonische Philosophie (die damals eher eine Außenseiterposition war) für die christliche Theologie vereinnahmt. Ergebnisse seines Denkens waren später wichtige und umstrittene Themen der mittelalterlichen Philosophie:

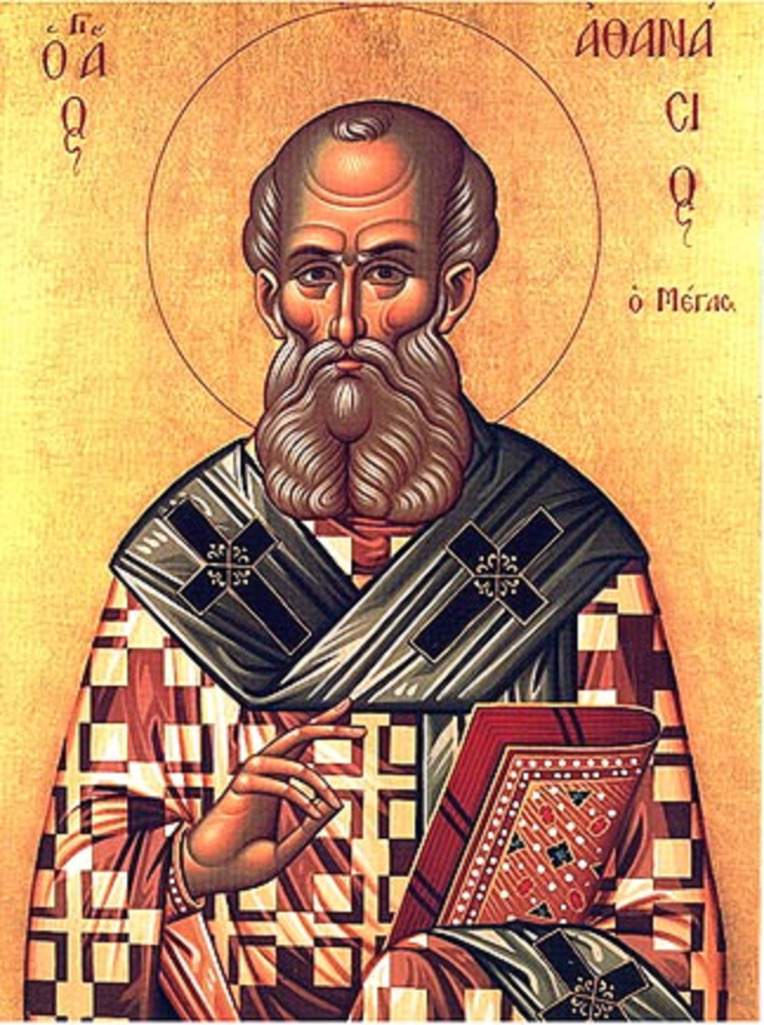
Athanasius von Antiochia

- Überlegtes und vernünftiges Handeln entspricht dem Willen Gottes.
- Die Fähigkeit, durch Abstraktion zum Glauben zu finden, ist eine natürliche Fähigkeit der Seele, genauer gesagt des Geistes.
- Die Philosophie dient auch der Auseinandersetzung über das im Glauben als richtig Erkannte.
- Der Glaube bestimmt allerdings schlussendlich die Wahrheit.
- Der Zweifel der Skepsis ist in sich selbstwidersprüchlich.
- Gott selbst ist unsichtbar und unaussprechlich.
- Die Wahrheit findet man in den von ihm geoffenbarten Schriften.

Cyprian (200–258) hingegen, der wie Tertullian aus Karthago stammte, vertrat die Kindstaufe (d. h. eine Taufe ohne bewusste Einwilligung) und sah den Glauben als reine Gnade Gottes.
Innerkirchliche Probleme brachte die Auseinandersetzung um die sog. Trinitätslehre. Der christliche Presbyter Arius von Alexandria (256–336) bestritt die Dreieinigkeit Gottes und sah im Sohn wie auch im Logos zwar etwas Göttliches, aber nicht Gott selbst. Demgegenüber vertraten die Trinitarier unter maßgeblicher Führung des Bischofs von Alexandrien Athanasius (um 298–373) die Position der Wesensidentität Jesu und Gott des Vaters. Der Streit schwelte über 50 Jahre und führte dazu, dass zahlreiche Kleriker verbannt wurden, bis er offiziell im Jahre 381 durch das Erste Konzil von Konstantinopel zugunsten der Trinitarier gelöst wurde. Der Arianismus hielt sich aber noch ca. 300 Jahre, insbesondere unter den Germanen und Goten, die erst allmählich in die römische Kirche aufgenommen werden konnten.

#### Theologische Systematisierungen

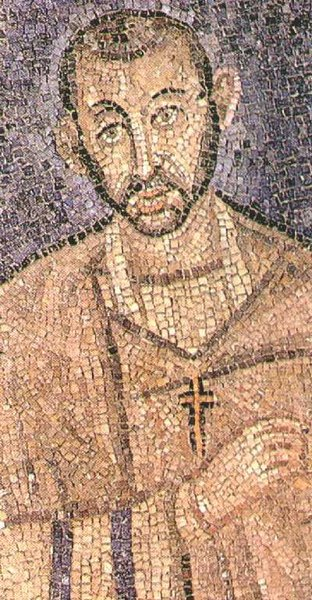
Ambrosius von Mailand

Origenes (ca. 185–253) begründete das Konzept der allegorischen Schriftauslegung, um Widersprüchen in den Originaltexten der Bibel zu entgehen. Auch sein Ziel war die Auseinandersetzung mit der griechischen Philosophie, um insbesondere dem Neuplatonismus das Christentum als die „wahre Philosophie“ aufzuzeigen. Philosophie hat dabei die Aufgabe der Durchdringung der apostolischen Überlieferung, die göttlichen Ursprungs ist. Gott ist unerkennbarer Geist jenseits von Sein und Wesen, der durch den Logos der Schöpfer von allem ist.
Eusebius von Caesarea (ca. 260–337) ist besonders durch seine Chroniken als Begründer der Kirchengeschichte bekannt. Hilarius von Poitiers (315–367) war maßgeblicher Vertreter der Trinitarier, Gregor von Nyssa (335–394) ist als Kirchenvater vor allem für die orthodoxe Kirche von Bedeutung. Im Gegensatz zu Origenes lehrte er die Unendlichkeit Gottes sowie die Dreifaltigkeit. Ambrosius von Mailand (340–397) war gemäßigter Trinitarier, wurde durch die Übersetzung theologischer Schriften aus dem Griechischen bekannt und nahm vor allem durch die Taufe des Augustinus Einfluss auf die nachfolgende Geschichte.

#### Augustinus
Man kann Augustinus von Hippo (354–430) als den eigentlichen Begründer der christlichen Philosophie bezeichnen. Er ist zugleich auch der erste „große“ christliche Philosoph des ersten Jahrtausends nach Christus. Zwar von seiner Mutter, zu der er eine enge Bindung hatte, christlich erzogen, führte er während seines Rhetorik-Studiums ein lockeres Leben, hatte mit einer verheirateten Frau ein uneheliches Kind und kümmerte sich wenig um die Religion. Während des Studiums kam er dem immer noch verbreiteten Manichäismus nahe, fand aber keine befriedigenden Antworten und wandte sich dem Skeptizismus der Neuen Akademie zu. Erst die Begegnung mit Ambrosius während seiner Lehrtätigkeit als Rhetoriker in Mailand sowie die Beschäftigung mit dem Neuplatonismus brachte ihm das Christentum näher. Er wurde getauft, kehrte nach Nordafrika zurück und begann sein philosophisches und theologisches Werk. Auf Drängen ließ er sich zum Priester weihen und wurde schließlich 397 Bischof von Hippo.

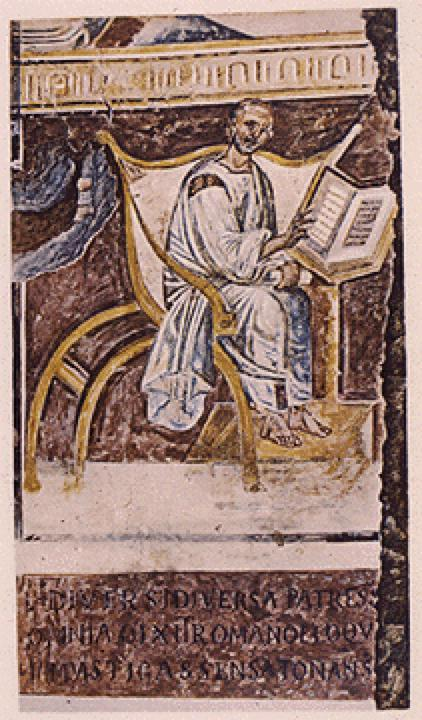
Augustinus

Seine Umkehr beschrieb Augustinus in den „Bekenntnissen“ (Confessiones). Er wandte sich zunächst direkt gegen die (überwundenen) Skeptiker mit der später von Descartes wiederholten Feststellung: Si enim fallor sum, also „wenn ich nämlich zweifele, bin ich“, Gottesstaat (XI, 26). Die Sinne mögen sich täuschen – dies ist die Sphäre der Natur –, doch die Wahrheit der Ideen, wie in der Mathematik, bleibt unbezweifelbar. Aufgrund seiner Vorstellung einer getrennten geistigen und leiblichen Welt sah Augustin eine große Nähe des Platonismus zum Christentum. Das konkrete Einzelne ist nur ein vergängliches Abbild der wirklichen Ideen. Die Ideen selbst sind aber im Geiste ihres Schöpfers enthalten. Gott ist das einzige unveränderliche Wesen, das man erkennen kann, indem man sich selbst erkennt. Augustinus erklärte das Böse als Mangel (Privation) an Gutem, also das „nicht existierende Gute“, und befasste sich mit der Frage der Schöpfung aus dem Nichts (Creatio ex nihilo). Letzteres führt ihn zu einer Philosophie der Zeit, die bis heute von Bedeutung ist.
Mit Übernahme der kirchlichen Ämter weicht die philosophische Weltsicht des Augustin immer mehr der christlich-theologischen Begründung. Besonders deutlich wird dies in seiner Gnadenlehre von 397:
- Alle Menschen sind grundsätzlich der Erbsünde verfallen. Das Verdorbensein durch die Erbsünde ist angewiesen auf die Gnade der Erlösung. Diese kann man sich nicht verdienen, sondern sie wird von Gott nach dessen, dem Menschen nicht erkennbaren Maßstab gewährt (doppelte Prädestination). Die Freiheit steht hierzu in einem dialektischen Verhältnis: Gott hat als Schöpfer dem Menschen zwar die Freiheit geschenkt, doch befähigt sie den Menschen ausschließlich zum Bösen. Das Wollen des Guten beruht wiederum allein auf der Gnade Gottes.[2]
- Der Glaube geht der Vernunft voran, doch ist letztere wichtig, um den Glauben zu bestätigen. Wissensgewinn ist kein Wert an sich, sondern dient der Festigung der Glaubensposition. Die Vernunft allein ist zu schwach, die Wahrheit zu finden. Hierzu bedarf es der Autorität der Heiligen Schrift, auch wenn diese in manchen Fällen allegorisch auszulegen ist. Der Glauben wird durch die Autorität bestimmt. Diese besteht in der Schrift und der Institution der Kirche, die durch Nachfolge bis zu den Aposteln zurückreicht.[3]

Zur Durchsetzung der Autorität griff Augustin auch zu Mitteln der Gewalt gegen nicht linientreue christliche Strömungen, eine Position, die er auch in dogmatischen Schriften gegen die Donatisten und die Pelagianer niederlegte.
Der Pelagianismus wurde durch den irischen Mönch Pelagius (gest. um 418) begründet. Er lehnte die Erbsünde ab und rechnete dem Menschen eine persönliche Willensfreiheit zu. Konsequenz war die Verantwortung des Menschen für seine Sündhaftigkeit. Nach verschiedenen Anläufen des Augustinus wurden diese Lehren auf dem Konzil von Ephesos im Jahr 431 für unzulässig erklärt, so dass sich die Vorstellung der Erbsünde, wie sie Augustinus gelehrt hatte, durchsetzte. Die Unterscheidung von leiblicher und göttlicher Welt führte Augustinus in seiner Betrachtung über den Gottesstaat (De civitate dei) zu einer Begründung der politischen Trennung von Kirche und Staat.

## Philosophie des Mittelalters
Zu Beginn des 6. Jahrhunderts übersetzte Boethius das Organon des Aristoteles und andere Schriften zu seiner Logik ins Lateinische und kommentierte sie. Dies blieb bis ins 12. Jahrhundert die einzige lateinisch verfügbare Schrift des Aristoteles im lateinischen Westen. Auch sein Trost der Philosophie (Consolatio philosophiae) war ein beliebtes Werk, das viel von dem Wissen der griechischen antiken Philosophie vermittelte.
Im Zuge der Christianisierung Europas waren die Klöster die Ausbildungsstätten des Klerus. Hier wurde das Wissen der Antike bewahrt und weitergegeben. Die so genannte „dunkle Zeit“ nach Augustin bis etwa 800 bringt keine bedeutenden Philosophen hervor. Bis etwa 1100 entwickeln im lateinischen Westen nur wenige Denker wie Johannes Eriugena (9. Jahrhundert) und Anselm von Canterbury (1033–1109) neue Ideen.
Im Osten jedoch bestand das griechisch geprägte Oströmische Reich (das in der Moderne als Byzantinisches Reich tituliert wurde) bis 1453. Hier wurde weit mehr vom antiken Wissen bewahrt als im Westen (vgl. Spätantike). Byzantinische Gelehrte überlieferten dieses Wissen im 15. Jahrhundert vermehrt nach Westeuropa und wirkten so mit an der Entstehung der Renaissance (siehe beispielsweise nur Georgios Gemistos Plethon und Bessarion).
Entscheidender ist für den lateinischen Westen der Wissensschatz, der ihm vermittelt über Übersetzungen arabischer, persischer und jüdischer Philosophen zuwächst. Philosophen wie Avicenna und Averroes kommentierten den gesamten Aristoteles und schrieben ihn fort.

Vorlesung an einer mittelalterlichen Universität

Erst im späten 11. Jahrhundert nahm die Philosophie Westeuropas im Kontext von blühender Wirtschaft und Bevölkerungswachstum einen Aufschwung. In Bologna, Oxford und Paris wurden Universitäten zur Theologenausbildung gegründet. Der Bildungskanon umfasste die „sieben freien Künste“ (Artes liberales), unterteilt in das Trivium (Grammatik, Dialektik und Rhetorik) und das Quadrivium (Arithmetik, Geometrie, Musik und Astronomie). Diese mussten von den Studenten zunächst als Grundstudium gemeistert werden, bevor sie das Hauptfach Theologie oder Medizin studieren durften. Wer hier studierte, erhielt umfassende Ausbildung in allen damals wichtigen Einzeldisziplinen. Die regionale Herkunft war in einer Zeit hoher Mobilität und fehlender nationaler Grenzen unerheblich. Das Latein ermöglichte den Wissensaustausch zwischen allen Regionen. Die Einheit dieses Wissensgebäudes entsprach dem Anspruch der Kirche auf universale Weltanschauung.
Dieses Gebäude bekam bald Risse. Schon um 1100 zeigte der Universalienstreit erste Risse in der auf Einheit von Denken und Glauben angelegten christlichen Synthese. Die Vertreter des platonisch orientierten „Realismus“, besonders Wilhelm von Champeaux und Anselm von Canterbury, disputierten mit radikalen Nominalisten wie Roscelinus um den Vorrang von „Sache“ (res) und „Zeichen“ (nomen, Benennung). Roscelinus unterlag und musste widerrufen.
Auch sein Schüler Abaelard scheiterte mit seiner vokalistischen Spielart: Allgemeinbegriffe haben ihr Sein in den (ausgesprochenen) Worten. Abaelard wurde bekannt für sein dialektisches Gegenüberstellen des Für und Wider einer Aussage (sic et non = „Ja und Nein“). Wie bei einigen Vorgängern werden zu einem systematischen Problem Autoritäten für die eine und solche für die andere Seite gesammelt. Entscheidend ist die im Prolog des Werks skizzierte Methode. Die sogenannte scholastische Methode der Hochscholastik wird daran anknüpfen.
Im 12. Jahrhundert war die byzantinische und islamische Welt Europa kulturell und wissenschaftlich hoch überlegen. Ihre Gelehrten vermittelten ihre Fortschritte in Philosophie, Medizin und Mathematik und allen übrigen Wissensgebieten den westeuropäischen Universitäten und Klosterschulen. Besonderen Einfluss gewinnt das in Europa lange nur in Bruchstücken bekannte Werkganze des Aristoteles. Anfangs umstritten und bekämpft, aber wirkmächtig etwa durch Albertus Magnus und seinen Schüler Thomas von Aquin rezipiert, wird der Aristotelismus spätere Jahrhunderte dominieren. Zunächst (1277) wird Thomas mit anderen Aristotelikern verurteilt. Durch im 14. Jahrhundert harsche Disziplinarmaßnahmen besonders im Dominikanerorden forcierte Einschwörung auf die Lehre des Thomas wird er jedoch wirkmächtig. Im 19. Jahrhundert legt sich die Kirche auf die thomanische Lehre fest (Thomismus), was bis in die Mitte des 20. Jahrhunderts ihre Lehridentität stabilisiert, aber oft ein Weiterdenken behindert.
Mit dem Erstarken der Universitäten, neuen Wissensquellen, der Einflussnahme weltlicher Herrscher auf das Bildungssystem gewinnen Disziplinen einen Eigenstand, der sie nicht mehr in ein weisheitliches Lehrgebäude unter Schirmherrschaft der Theologie bringen lässt. Dies sind Faktoren, welche die Herausbildung von Disziplinen überhaupt ermöglichen und so etwa einer Trennung von Theologie und Philosophie vorarbeiten.
Schon zu seiner Zeit waren die Positionen des Thomas nicht alternativlos. Schon vor der Umprägung des Lehrgebäudes durch die Aristotelesrenaissance wurde in der „Schule“ von Chartres im Anschluss an Boethius Philosophie nach strengen methodischen Prinzipien und unter großem Interesse für Naturphänomene konzipiert.
Wichtige Philosophen, deren Lehren in vielem den thomanischen entgegenstehen, sind etwa Roger Bacon, Johannes Duns Scotus und Wilhelm von Ockham. Mit dem Interesse an experimenteller Forschung und starker Betonung der individuellen Wahrnehmung öffneten sie Türen für die Neuzeit. Viele Werke der politischen Philosophie der Spätscholastik trennen geistliche und weltliche Macht, beispielsweise Dante.
Parallel zu einer von aristotelischer Wissenschaftstheorie geprägten Kultur existierte eine breite Bewegung der Mystik, für die u. a. Hildegard von Bingen und Meister Eckhart stehen. Sie wirkte über Johannes Tauler auch auf Martin Luther.
Das Denken des Nikolaus von Kues (1401–1464) gilt heute als Höhepunkt der mittelalterlichen Philosophie und zugleich Übergang vom Spätmittelalter zur Frühen Neuzeit. Die Renaissance-Philosophen sprachen ihm diese Bedeutung nicht zu, da sie ihr Denken als Bruch mit dem Mittelalter und Neuanfang aus dem Geist der Antike auffassten. Doch heute sieht man eher einen fließenden Übergang in den zwei Jahrhunderten von Kues bis zu Descartes (1596–1650).

### Übergang von der Antike zum Mittelalter

#### Boethius

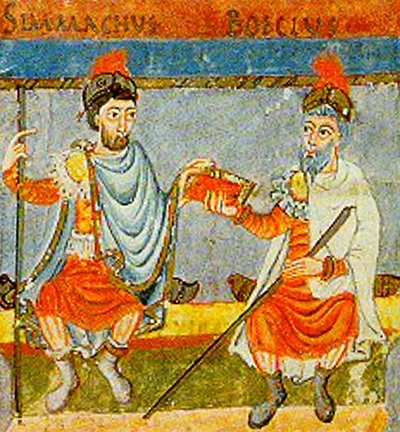
Boethius (rechts)

Boethius (ca. 480–524) entstammte einer vornehmen römischen Familie und hatte eine klassische Bildung genossen. Er konnte noch die griechischen Texte Platons und Aristoteles im Original lesen und war selbst politisch aktiv. Das von ihm geschriebene Fragment einer Aristoteleskommentierung war für lange Zeit die einzige Quelle zu Aristoteles im westlichen Mittelalter, in dem die Kenntnis des Griechischen weitgehend verloren gegangen war. Auf diesen Text gründet sich die frühe scholastische Diskussion zur Logik und Begriffsanalyse. Boethius hat auch das in einem Proklos-Kommentar zu Aristoteles aufgeworfene Universalienproblem ausführlich diskutiert und damit der Scholastik ein weiteres wesentliches Thema gegeben.
Als Kanzler unter Theoderich von diesem wegen seines Eintretens für eine Verständigung mit Ostrom zum Tode verurteilt, schrieb er in den Monaten bis zu seiner Hinrichtung (wohl im Jahr 525) sein Hauptwerk, den „Trost der Philosophie“ (Consolatio philosophiae). Obwohl Christ, suchte er sein Schicksal nicht in der Kontemplation, sondern in der Auseinandersetzung mit philosophischen Fragen zu verarbeiten. Auch die Theodizeefrage beantwortete er philosophisch:
Alles in der Natur ist vernünftig. Das Böse, das von dem Menschen in die Welt getragen wird, überwindet man nur durch den Weg zu sich selbst in der Selbsterkenntnis. Die Wahrheit wird sichtbar, wenn man die Affekte (Freude, Hoffnung, Angst und Schmerz) überwindet. Glück besteht nicht in materiellen Gütern, sondern in dem was in uns liegt. Unglück ist nur eine falsche Vorstellung von dem, was Glück ist. Der Mensch strebt immer nach dem Guten. Solange er strebt, ist er mit dem Unvollkommenen konfrontiert. Das Unvollkommene gibt es aber nur, weil es auch das Vollkommene gibt; sonst könnte man das Unvollkommene nicht als unvollkommen betrachten. Das Vollkommene aber, in dem alles gut ist, ist Gott. Das Vollkommene ist (logisch) früher als das Unvollkommene und damit der Ursprung allen Seins. Ewigkeit ist für Boethius keine immerwährende Zeit, sondern ein zeitloser Zustand.

#### Dionysius Areopagita

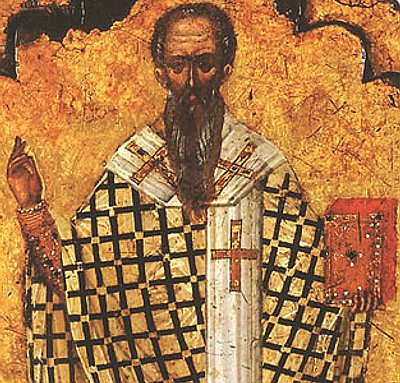
Dionysius

Dionysius Areopagita (ca. 500) ist das Pseudonym eines unbekannten neuplatonisch beeinflussten christlichen Autors. Seine Schriften erlangten für die Scholastik große Bedeutung und wurden u. a. viel von Thomas von Aquin zitiert. In seiner Lehre ist das Eine das Göttliche. Dieses ist unteilbar. Wenn wir von Sein, Denken oder Liebe reden, haben wir schon eine Differenzierung vorgenommen. Solche Begriffe sind nur Erscheinungen des Göttlichen (Theophanien), sie beinhalten immer bereits den Aspekt der Vielheit und der Gegensätzlichkeit. Das Gute ist ebenso nur eine Erscheinung, wenn auch die Vorstellung des höchsten Guten dem Göttlichen vermutlich am nächsten kommt. Alles Sichtbare ist nur ein Gleichnis für das Unsichtbare (im Gegensatz zu Aristoteles, für den am Ende alles Substanz ist). Um eine Vereinigung mit dem Einen zu erreichen, bedarf es eines dreistufigen Weges:
1. Via purgativa = Reinigung von den Affekten und Sinneseinflüssen,
2. Via illuminativa = Erleuchtung durch Erkennen der idealen Strukturen in der Vernunft und schließlich
3. Via unitiva = Einigung mit dem Einen durch kontemplatives Übersteigen der Ebene der Vernunft.

Wie es einen Aufstieg zu dem Einen gibt, so gibt es auch eine dreistufige Hierarchie unter den Autoritäten (Bischöfe, Priester, Diakone) und unter den weltlichen Menschen (Mönche, Gläubige, Büßer). Erst seit Dionysius werden Engel als nicht-materiell gedacht.
Die Rede von Gott (Theo-logie) beschreitet nach Dionysius ebenfalls drei Wege:
- via affirmativa = positive Aussagen über Gott
- via negative = die Negation positiver Aussagen aus Einsicht in ihre Unangemessenheit
- via eminentiae = der umgreifende, affirmative und negative Aussagen überschreitende Weg

Die philosophisch-theologischen Überlegungen, welche die via negative bestimmen, werden als sogenannte negative Theologie viele mittelalterliche Autoren beschäftigen, welche die Werke des mit apostelgleicher Autorität gelesenen Pseudo-Dionysius zu kommentieren hatten.

### Scholastik

#### Frühmittelalter

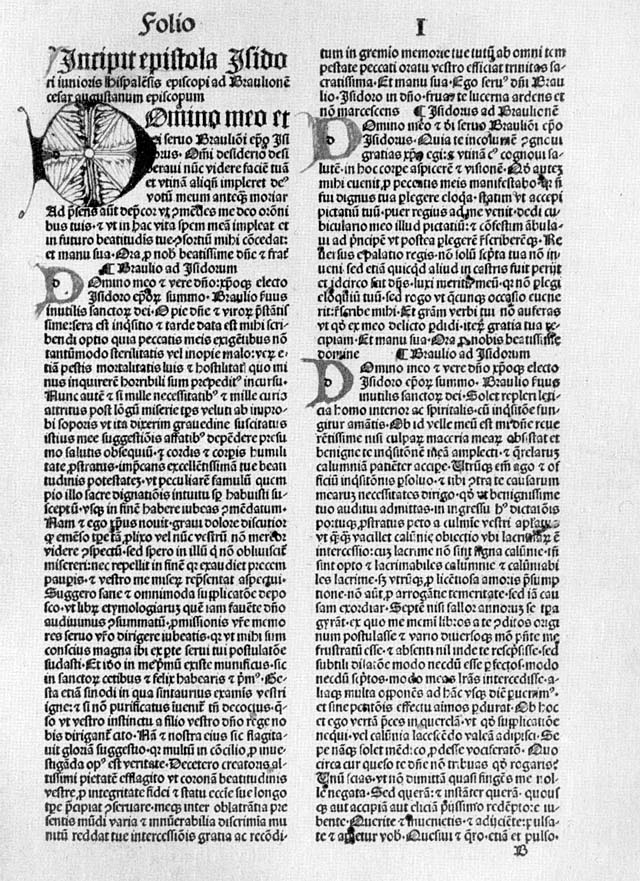
Etymologiae des Isidor (1489)

Die Übergangszeit zwischen Patristik und Scholastik hat kein eigenständiges neues Denken hervorgebracht. Allerdings gab es eine Reihe wichtiger Personen, die im Frühmittelalter an der Tradierung der antiken Bildung maßgeblichen Anteil hatten. Isidor von Sevilla (gest. 636) verfasste eine Enzyklopädie namens Etymologiae. Maximus Confessor (gest. 662) schrieb erklärende Zusätze zu Gregor von Nazianz und Pseudo-Dionysius Areopagita. Johannes von Damaskus (ca. 675–750) war in Syrien orthodoxer Dogmatiker und ist inhaltlich eher der Patristik zuzurechnen. Der Engländer Alkuin (um 730–804) leitete die Hofschule Karls des Großen, wo er nach den Artes liberales lehrte, die er durch Karl den Großen für verbindlich erklären ließ. Er wandte sich gegen die Irrlehre des Adoptianismus, der Jesus als von Gott adoptierten Menschen ansah, und gilt als einer der Bewahrer der lateinischen Bildung und Mitbegründer der sog. Karolingischen Renaissance.
Gleiches gilt für seinen Schüler Rabanus Maurus (780–856), der unter Zugrundelegung des Werkes von Isidor eine eigene Enzyklopädie De universo verfasste. Notker Teutonicus (um 950–1022), Leiter der Klosterschule in St. Gallen, gilt als erster Aristoteles-Kommentator des Mittelalters, allerdings in einer Sprache, die damals für die höhere Bildung noch kaum in Frage kam: Althochdeutsch. Er übersetzte u. a. Schriften von Cicero, Boethius und von Martianus Capella die allegorische Einleitung zu dessen Lehrbuch der Artes liberales.
Eine Sonderrolle in dieser Zeit spielte Johannes Scotus Eriugena (um 810–877). Dieser war ein irischer Naturphilosoph, der u. a. den Text des Pseudo-Dionysius Areopagita aus dem Griechischen übersetzte. Eriugena stand zwar auch in der augustinischen Tradition des Neuplatonismus, setzte aber doch deutlich stärker auf die Vernunft (Periphyseon I, 69): „Wirkliche Autorität scheint mir nichts anderes zu sein als kraft der Vernunft aufgedeckte Wahrheit.“ Darüber hinaus kann man ihn als ersten eigenständigen Denker nach Augustinus bezeichnen und als den ersten im Mittelalter, der ein philosophisches System entwarf. In seiner De Divisione naturae unterschied er
1. das, was schafft, ohne geschaffen zu sein (Gott als Ursache alles Seienden),
2. das, was schafft und geschaffen ist (Ideen),
3. das, was geschaffen ist, ohne selbst zu schaffen (Wesen in Raum und Zeit), sowie
4. das, was weder geschaffen noch schaffend ist (Gott als Ziel alles Seienden), mithin Gott als Anfang und Ende des vergänglichen Menschen und seinen gottgegebenen Ideen.

Dieses Modell entspricht weitgehend der plotinischen Lehre von der Emanation. Eine Prädestination, wie sie der spätere Augustin lehrte, lehnte Eriugena ab.

#### Frühscholastik
Die Frühscholastik ist die Zeit der Schulphilosophie, in der herausragende Denker sich nicht mehr auf die klösterliche Kontemplation beschränken, sondern mit Argumenten der Vernunft offensichtliche Widersprüche in den kirchlichen Lehren hinterfragen und diskutieren wollten. Oft brachten solche Diskussionen sie in Gefahr. Sie wurden als Ketzer verurteilt und mussten ihre Thesen widerrufen, wenn sie keine Risiken für Leib und Leben eingehen wollten. Dennoch fanden sich immer wieder freie Geister, die aus Überzeugung für die Vernunft eintraten.
Im Abendmahlsstreit vertrat Berengar von Tours (gest. 1088) aus der Schule von Chartres die Auffassung, dass Brot und Wein bei der Eucharistie nur sinnbildlich zu betrachten seien. Sein Gegner, Lanfrank von Bec (1005–1089), wollte keine Vernunftgründe hören, sondern nur den Autoritäten folgen, worauf Berengar argumentierte, dass er in der Vernunft nach dem Bilde Gottes geschaffen sei.

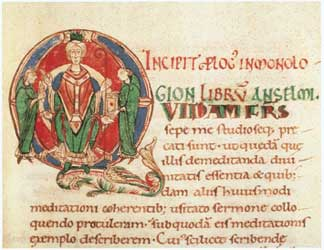
Miniatur des Anselm von Canterbury aus dem Monologion (spätes 11. Jahrhundert)

Anselm von Canterbury (1033–1109) wollte zwar Augustinus nicht widersprechen, unterschied sich aber deutlich von diesem, indem er die Dialektik als Methode auf die christliche Gotteslehre anwandte und damit zeigte, dass diese sich im Wesentlichen als vernunftnotwendig nachweisen ließ. In diesem Sinne führte er auch den berühmten ontologischen Gottesbeweis, in dem rein semantisch gezeigt wird, dass man die Existenz Gottes nicht bestreiten kann, ohne bereits eine Vorstellung von diesem und seiner Vollkommenheit zu haben. Dennoch war der Vorrang der Theologie für ihn unstrittig, so dass er mit Augustinus bekannte: Credo ut intelligam, also „ich glaube, um zu verstehen“ (Proslogion, Kapitel 1).
Petrus Damiani (um 1006–1072) war bekannt für seinen Kampf gegen die Sittenlosigkeit der römischen Geistlichkeit. Er war der Schöpfer des Spruchs von der Philosophie als der „Magd der Theologie“ (Philosophia ancilla theologiae), mit dem er sich gegen die Scholastiker, also insbesondere Berengar und Anselm, wandte, die über die Vernunft den Glauben erschließen wollten. (Die Wendung geht zurück auf Philo von Alexandriens Auslegung von Gen 16,1f, welche Klemens von Alexandrien übernahm; Origenes verwendet stattdessen Ex 3,22 und Ex 11,22; auch Deu 21,11-13 wurde häufig angeführt.)
Adelard von Bath (um 1090–1160) reiste als junger englischer Gelehrter nach Spanien, um die arabischen Wissenschaften kennenzulernen. Zurückgekehrt übersetzte er eine Vielzahl arabischer Schriften und betonte immer wieder die Überlegenheit der arabischen Wissenschaften insbesondere in den Bereichen der Medizin, Mathematik und Astronomie.
Gilbert von Poitiers (ca. 1080–1145), ein Schüler des Bernhard von Chartres, war Vertreter des Realismus im Universalienstreit und wurde begriffsgeschichtlich durch die Unterscheidung zwischen Gott und Gottheit sowie von Individualität und Singularität bekannt. Er wurde wegen seiner Hervorhebung der Vernunft von Bernhard von Clairvaux scharf angegriffen.
Johannes Roscelinus von Compiègne (ca. 1050–1120) formulierte eine besonders radikale Fassung des Nominalismus, die ihn in Auseinandersetzungen insbesondere mit Wilhelm von Champeaux führte. Roscelinus ging so weit, aus der Annahme, dass die Universalien nichts als Namen sind, zu schließen, dass es auch keine Trinität gäbe, also auch Gott Vater, Jesus und der Heilige Geist als drei Naturen bzw. Götter aufzufassen seien (Tritheismus). Die Thesen Roscelinus’ wurden verurteilt und er musste widerrufen.
Wilhelm von Champeaux (gest. 1121) war entschiedener Realist und setzte sich im Universalienstreit gegen Roscelinus durch. Wilhelm war Gründer des Stiftes Saint-Victor, das in der Folgezeit eine Reihe von der Mystik zuzurechnenden Vertretern hervorbrachte, u. a. Hugo von St. Viktor (1097–1147, eigentlich Graf Hugo von Blankenburg), wobei dieser andererseits aber auch ein intensives Naturinteresse zeigte. Für Wilhelm lag das Universale ganz im Individuum.

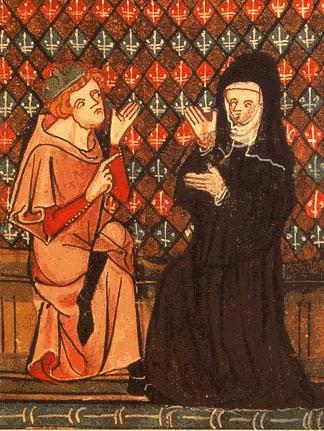
Peter Abaelard und Eloise

Peter Abaelard (1079–1142) war sowohl Schüler von Roscelinus als auch von Wilhelm von Champeaux. Er entwickelte im Universalienstreit eine vermittelnde Position, die davon ausgeht, dass Universalien weder vor den Dingen sind (Realismus), noch nach den Dingen als Bezeichnungen gebildet werden (Nominalismus), sondern rein im Verstande als Abstraktion der einzelnen Dinge entstehen, demnach in den Dingen (in rebus) liegen. Diese Position wird auch als Konzeptualismus bezeichnet. Bekannt wurde er vor allem durch seine Weiterentwicklung der scholastischen Methode, seine logischen Schriften und Stellungnahmen zur Ethik (scito te ipsum = „Erkenne dich selbst“) und Religionsphilosophie. In seiner Schrift Sic et non listete er in Frageform in 158 Kapiteln Widersprüche auf, die sich aus den Texten der Bibel und den Lehrern der Kirchenväter ergaben, um nachzuweisen, dass die Theologie der Hilfe der Vernunft bedarf, um in solchen Zweifelsfragen zu sinnvollen Aussagen und Entscheidungen zu kommen. Abaelard unterschied zwischen Begriff und dessen Bedeutung, die der Mensch festlegt. Das Gute lag für ihn allein in der guten Absicht, nicht im Ergebnis, d. h. dem Einhalten formaler Regeln. Er wandte sich gegen die vorherrschende Lehre, dass Gott durch den Kreuzestod dem Teufel die Rechte am Menschen, die dieser aufgrund der Erbsünde erworben hatte, abgekauft habe. Gott war für ihn vielmehr ein Gott der Liebe, der dem Menschen durch sein Opfer die Gnade der Erlösung gewährt. Auch setzte Abaelard sich für eine friedliche Beziehung der Religionen ein. Er schrieb einen Brief über die Geschichte seiner Niederlagen, in dem er auch die berühmte Liebesbeziehung zu seiner Schülerin Heloisa und ihre tragische Entwicklung darstellt. Aufgrund seines selbstbewussten, ständig auf Auseinandersetzung ausgerichteten Auftretens und der teilweise deutlich von Augustinus abweichenden Lehren stand Abaelard in ständigem Konflikt zu den orthodoxen Kirchenvertretern seiner Zeit, insbesondere Bernhard von Clairvaux, Wilhelm von Champeaux und seinem ehemaligen Schüler Wilhelm von Saint-Thierry. Abaelard wurde zweimal als Ketzer verurteilt.
Petrus Lombardus (ca. 1100–1160) schrieb weit verbreitete Sentenzen, in denen wesentliche Aussagen der Patristik, insbesondere Zitate von Augustinus gesammelt und in einer systematischen Ordnung zusammengestellt waren. Diese Sentenzen wurden für mehrere hundert Jahre zu einem allgemeinen Lehrwerk. Auch Thomas von Aquin schrieb einen Kommentar hierzu, und selbst noch Martin Luther hat es kommentiert.
Thierry von Chartres (gest. um 1155) war ein Lehrer der sieben freien Künste, der im Rückgriff auf Platons Timaios und die stoische Physik die Schöpfungsgeschichte als einen Naturprozess auslegte. Dahinter stand die Vorstellung, dass Gott zwar die (vier) Elemente geschaffen hat, die Welt aber im Übrigen ihren eigenen Weg ging. Die Bedeutung Thierrys liegt vor allem darin, dass Nikolaus Cusanus in hohem Maße auf seine Schriften zurückgegriffen hat.
Wilhelm von Conches (gest. nach 1150) unterschied das Begreifen der Dinge, die unsichtbar sind wie Gott oder die Seelen, von dem Begreifen der sichtbaren Dinge. Auf der einen Seite stand Gott als Macht, Weisheit und Wille, auf der anderen Seite eine atomistische Welt. Auch bei ihm wird ein stark physikalisch geprägtes Weltbild erkennbar, das ebenso von Platon beeinflusst war.
Johannes von Salisbury (1115–1180) lernte bei Abaelard, Thierry von Chartres und Wilhelm von Conches. Er vertrat wie Abaelard den Konzeptualismus und war Sekretär von Thomas Becket. In dieser Funktion schrieb er eine frühe Staatstheorie (Policraticus), in der er Sittlichkeit und Tugenden zu den Pflichten der Staatsvertreter erklärte und den Tyrannenmord rechtfertigte. Auch Arnold von Brescia war Schüler Abaelards. Als radikaler Denker vertrat er die Ideale des Urchristentums, wandte sich gegen die weltliche Macht des Papstes und trat gegen Hörigkeit und Leibeigenschaft ein.
Alanus ab Insulis (Alain de Lille) entwarf nach dem Vorbild des Euklid eine axiomatische Theologie, in der er von der Einheit des Einen ausgeht.

#### Islamische und jüdische Philosophie
Parallel und zeitlich vorausliegend zur christlichen Scholastik gab es im arabischen und jüdischen Lebensbereich hochgelehrte Denker, die auf die griechische Philosophie zurückgriffen. Die arabische Welt hatte viel von dem Wissen der Griechen bewahrt und war in der Medizin, der Mathematik und der Logik dem westlichen Europa weit voraus, nicht zuletzt weil sie über die vollständigen Schriften des Aristoteles verfügten. Dieser Situation wurde man in der christlichen Welt überhaupt erst mit der schrittweisen Eroberung islamischer Gebiete z. B. in Spanien gewahr (Übersetzerschule von Toledo seit 1130). Mit Übersetzung der arabisch verfassten Schriften und vor allem der vollständigen Texte des Aristoteles entstand ein Umdenken, das zu einer Neubewertung der Philosophie in der Hochscholastik führte.

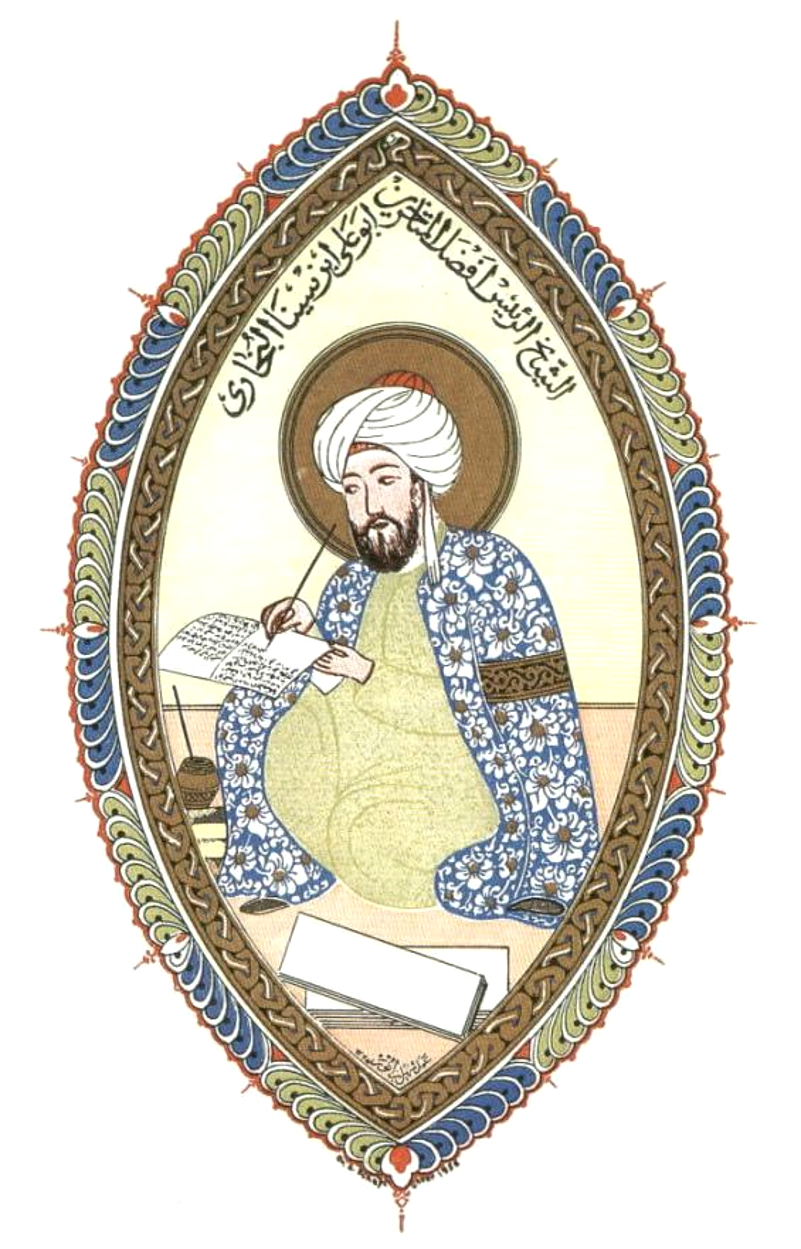
Avicenna

Al-Farabi (870–950) übersetzte griechische Texte, arbeitete mit der aristotelischen Logik, setzte sich mit Mathematik und Musik auseinander und verwendete sowohl Platon als auch Aristoteles für seine Philosophie.
Das von Avicenna (980–1037) (Ibn Sina) verfasste, als medizinisches Grundlagenwerk geltende Buch der Genesung, wurde über Jahrhunderte sowohl in der westlichen als auch in der östlichen Welt als Lehrbuch zugrunde gelegt. Dieses enthielt auch Teile zur Logik, zur Mathematik und zur Metaphysik, die neuplatonische Züge aufweist. Hätte man in der Scholastik seine Position wahrgenommen, so hätte der Universalienstreit schnell an Bedeutung verloren. Für Avicenna lagen die Universalien vor den Dingen im göttlichen Verstand, in den Dingen als Form der Gegenstände der Natur sowie hinter den Dingen in den abstrakten Begriffen der Menschen. Für Avicenna entfaltet sich die Welt aus dem Göttlichen, das das Eine, das Vollkommene und das Gute ist.

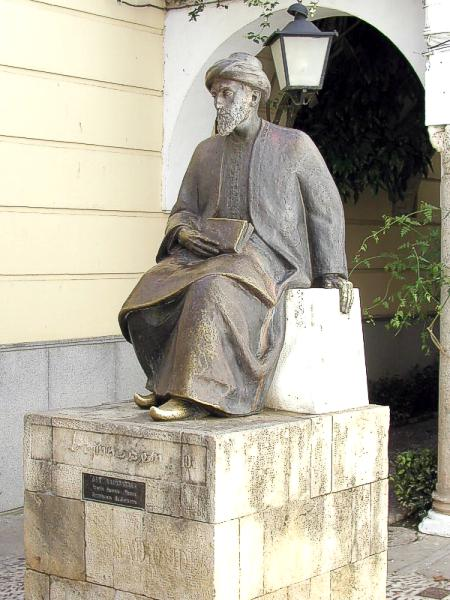
Maimonides

Bei dem jüdischen Neuplatoniker Solomon ibn Gabirol (1020–1068) ist der göttliche Wille die Quelle des Lebens. Das von Gott Geschaffene ist Materie, auch das Geistige. Das Ersterzeugte ist Gottes Wille, der zwischen Gott und der Welt vermittelt. Averroes (1126–1198) (Ibn Ruschd) verfasste umfangreiche Kommentare zu Aristoteles, so dass ihn Thomas von Aquin ohne Zusatz nur „Der Kommentator“ nannte. Die Einzelseele ist zwar sterblich, aber der Geist der Menschen als Gesamtheit ist unsterblich. Die Religion erklärt der großen Masse die Welt in Bildern und symbolisch. Die Philosophie steht hierzu nicht in Widerspruch, muss aber die Welt aus der Vernunft heraus erklären.
Der jüdische Denker Maimonides (1135–1204) wollte Zweifelnde durch die Vernunft wieder zum Glauben zurückführen. Auch für Maimonides hat die Religion Vorrang vor der Vernunft, wie sie vor allem durch Aristoteles begründet wird. Jedoch sind biblische Texte, die der Vernunft widersprechen, allegorisch auszulegen. Auch in der Ethik lehnte er sich weitgehend an Aristoteles an. Levi ben Gershon (1288–1344) verbreitete die Lehren des Averroes und vertrat wie dieser das Aufgehen der individuellen Seele in der Weltseele.

#### Hochscholastik

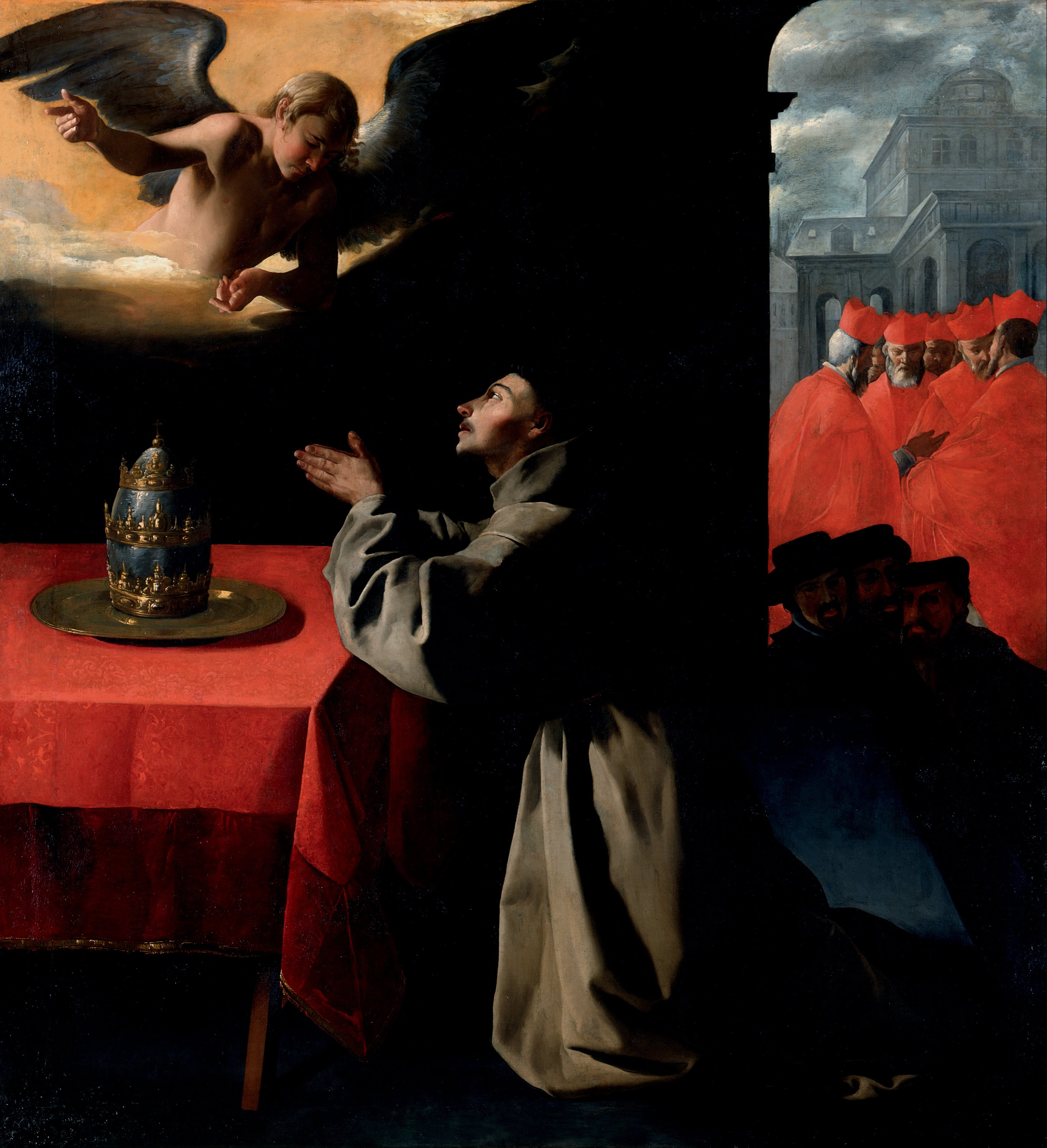
Bonaventura

Die Hochscholastik wurde zur Blüte des Aristotelismus. Verglichen mit der auf Augustinus zurückgehenden Ablehnung der Naturwissenschaften und der stark untergeordneten Rolle der Vernunft entstand nun eine weitere Öffnung und Liberalisierung. Andererseits gerieten die unter Druck, die sich gegen eine allzu intensive Vermengung von Kirche, Staat und Wissenschaften wehrten. Zunächst wurde unter Naturwissenschaft noch ganz aristotelisch die reine Beobachtung verstanden. Erst allmählich gab es einzelne Denker, die die Erkundung der Natur durch Experimente forderten, weil nur so wirkliche neue Erkenntnis zu gewinnen sei. Einer der Hauptstreitpunkte der Hochscholastik war die Frage, ob die individuelle Seele sterblich und nur ihr Geist oder Vernunftanteil, als eine allen Menschen gemeinsame Vernunft (intellectus), ewig und unsterblich sei, wie es sich als Konsequenz aus der aristotelischen Philosophie in der Tradition von Averroes ergab, oder ob auch die Einzelseele einschließlich ihrer vegetativen und sensitiven Fähigkeiten unsterblich sei, wie es die christliche Auferstehungslehre verlangte. Die letztere Position war die offizielle Lehrmeinung, während die radikale aristotelische Gegenposition als Averroismus mit Verboten belegt wurden.
Robert Grosseteste (1170–1253) war der Lehrer von Roger Bacon und hatte ein relativ großes Interesse an naturwissenschaftlichen Fragen. Alexander von Hales (1170–1245) war Aristoteliker und hat als erster ein äußerst umfangreiches Werk formalisierter, nach der scholastischen Methode aufgebauter Qaestiones geschrieben. Der Hl. Bonaventura (1221–1274) legte im Vergleich zu seinem Lehrer Alexander von Hales ein deutlich stärkeres Gewicht auf die Erleuchtung durch Gott. Er bestritt nachdrücklich, dass eine selbständige Philosophie möglich sei. Philosophie ist nach ihm immer auf Gott bezogen. Deshalb ist sie auf die Theologie bezogen, die ihrerseits in die Mystik einmünden soll.

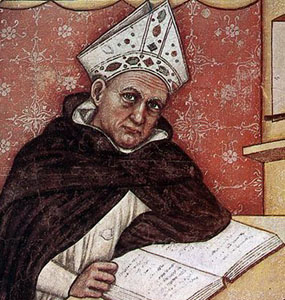
Albertus Magnus

Albertus Magnus (1200–1280) hatte seinen Beinamen aufgrund seines ungeheuer breiten und umfangreichen Wissens, vor allem auch in den Naturwissenschaften. Er verarbeitete als einer der ersten die neu übersetzten Werke des Aristoteles und betrieb intensive Naturforschung. Theologie, Philosophie und Naturwissenschaften sah er eher als eigenständige Disziplinen, die jeweils auch fachspezifisch bearbeitet werden sollten. Demgemäß gilt es naturwissenschaftliche und theologische Erkenntnisse zu unterscheiden. Er war der Lehrer von Thomas von Aquin und schuf für dessen Arbeit die Grundlagen.

Der Heilige Thomas von Aquin (1225–1274) gilt als der bedeutendste Philosoph des Mittelalters und schuf ein sehr umfangreiches Werk. Auch für Thomas blieb die Theologie die erste Wissenschaft, der die Philosophie untergeordnet war. Es gilt jedoch als großes Verdienst von Thomas, Fragen der Wissenschaft mit der Theologie in Einklang gebracht zu haben. 

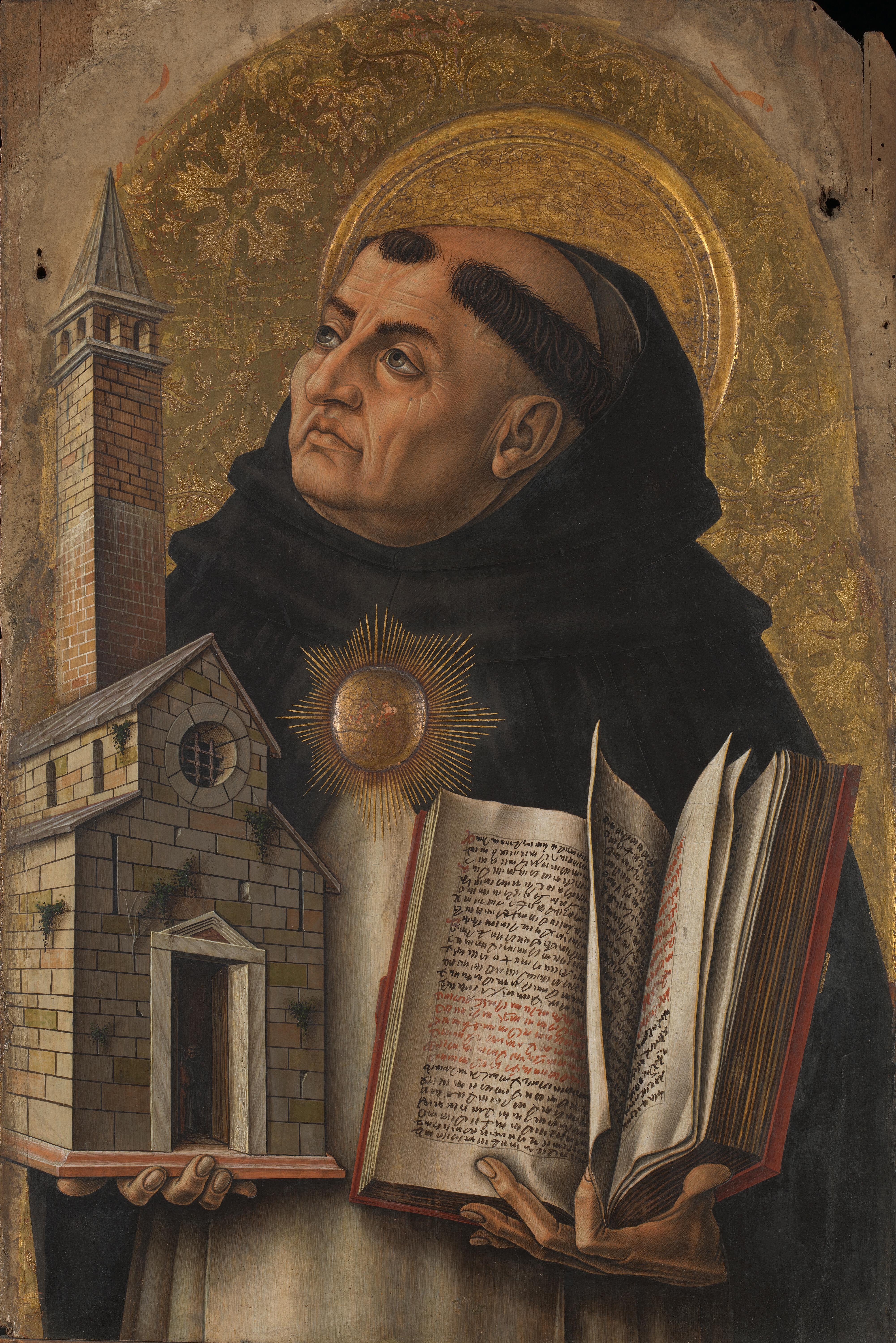
Thomas von Aquin

 Berühmt ist seine Wahrheitsdefinition der adaequatio rei et intellectus, d. h. der Übereinstimmung von Gegenstand und Verstand. Die natürliche Erkenntnis sah er als grundsätzlich auch maßgeblich für die Theologie an. Nur wo die Offenbarungslehren wie z. B. die Dreieinigkeit, die Sakramente, das jüngste Gericht oder die Jungfrauengeburt über die Erkennbarkeit für die Vernunft hinausgehen, sind diese maßgeblich.
Auf Thomas ist es zurückzuführen, dass die gesamte Logik, die Ethik und die Psychologie des Aristoteles als mit den Lehren der Kirche vereinbar angesehen werden können. Insbesondere die Unterscheidung von Substanz und Akzidenz ist für sein System wesentlich. Einzeldinge entstehen dadurch, dass die Materie durch die Form bestimmt wird. Die Grundformen Raum und Zeit haften untrennbar an der Materie. Die höchste Form ist Gott als Verursacher (causa efficiens) und als Endzweck (causa finalis) der Welt.
In der Ethik ergänzte Thomas die vier klassischen Kardinaltugenden durch die drei christlichen Tugenden Glaube, Liebe und Hoffnung. Das höchste Gut ist die unmittelbare Anschauung Gottes. Höhepunkt seiner Arbeiten ist sein systematisches Werk der Summa theologica. Die am Anfang dieser Schrift stehenden fünf Gottesbeweise fasste er als Nachweis auf, dass man den Glauben auch aus der Vernunft heraus begründen kann, vgl. dazu die Natürliche Theologie. Von Papst Leo XIII. wurde sein Werk 1879 zur verbindlichen christlichen Philosophie für die katholische Kirche erklärt, was auch heute noch gilt (siehe auch Neuthomismus). In der Philosophie werden seine Kommentare zu Aristoteles noch heute als bedeutsam angesehen.
Als Lehrer an der Pariser Artistenfakultät, die die Schriften des Aristoteles nach mehreren vorausgegangenen Verboten 1255 endgültig in ihr Lehrprogramm aufgenommen hatte, forderten Siger von Brabant (gest. 1284) und Boetius von Dacien (gest. 1286), die Lehren des Aristoteles auch da philosophisch beweiskräftig auslegen zu dürfen, wo sie in Widerspruch zur Theologie und Offenbarung stehen. Gerade in Hinblick auf die Frage der Sterblichkeit der individuellen Seele weichen sie von der offiziellen Kirchenlehre ab. Sie werden von Thomas scharf kritisiert, und ein Katalog von 219 averroistischen Lehrmeinungen wird durch den Bischof von Paris 1277 verurteilt.

#### Spätscholastik
In der Spätscholastik schlug das Pendel erneut um. Viele Denker erkannten nun, dass eine rein auf Logik und Vernunft aufgebaute Glaubenslehre nicht mehr durchhaltbar war und forderten die Trennung von Glauben und Vernunft. Bildung verbreitete sich auch durch die fortschreitenden Universitätsneugründungen immer mehr und ging Schritt für Schritt auch auf bürgerliche Kreise über, die ihren Lebensunterhalt nicht mehr im Rahmen kirchlicher Institutionen verdienten. Konsequenterweise wurde auch der Ruf nach Trennung von Kirche und Staat immer lauter.

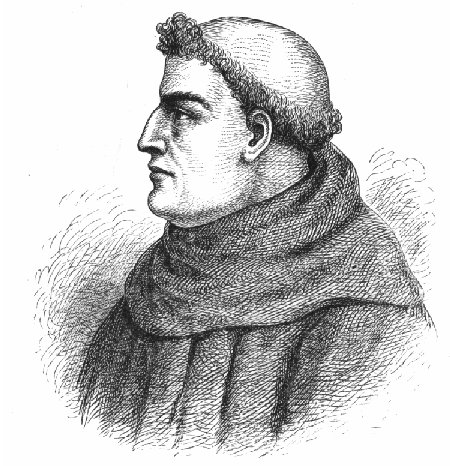
Roger Bacon

Roger Bacon (1214–1294) war naturwissenschaftlich gebildet und verwendete sein Privatvermögen für Experimente. Mit der praktischen Forschung stand er im Gegensatz zur üblichen Haltung der Scholastiker, die Erkenntnis allein aus der Vernunft schöpfen wollten. Bacon wendete sich vor allem gegen Vorurteile, Gewohnheit und Mangel an Selbstkritik. Erkenntnis allein aus Vernunft ist nicht möglich. Hierzu bedarf es vor allem auch der Erfahrung. Man kann ihn aufgrund dieser Haltung als einen der Urväter des britischen Empirismus ansehen.
Petrus Hispanus (1226–1277) schrieb ein Kompendium der Logik, Aegidius Romanus (1243–1316) verfasste gegen die radikalen Aristoteliker einen Katalog von 95 Irrlehren. Heinrich von Gent (1217–1293) wehrte sich gegen den Intellektualismus des Thomas und forderte, zu Augustinus zurückzukehren und den Primat des Willens anzuerkennen.

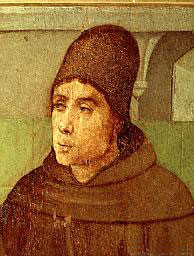
Johannes Duns Scotus

Johannes Duns Scotus (1266–1308) gilt als der große Gegenpol zu Thomas von Aquin. Als scharfer Logiker und Mathematiker wendete er sich gegen die zu starke Verknüpfung von Vernunft und Glauben. Der Wille hat einen Vorrang vor der Vernunft. Deshalb ist die intellektuelle Verbrämung des Glaubens abzulehnen. Das ursprüngliche Denken ist verworren und unklar. Der Mensch ist durch die Triebe und die Gefühle der Lust und Unlust bestimmt. Erst der Wille ist in der Lage, diese zu überwinden. Das Gute wird durch den Willen bestimmt und steht höher als das Wahre. Wenn der Wille auf Gott gerichtet ist, erreicht er das Gute in der Liebe.
Dietrich von Freiberg (um 1250–1320) erforschte neben anderem das Prinzip des Regenbogens. Dante Alighieri (1265–1321) war stark durch den Thomismus geprägt, zeigte aber schon den Weg zur Renaissance auf, indem er ein von der Kirche unabhängiges Staatskonzept entwarf.

Wilhelm von Ockham

Wilhelm von Ockham (um 1280–1347) hat wesentliche Beiträge zur formalen Logik und zur Sprachphilosophie geleistet. Das nach ihm benannte „Ockhamsche Rasiermesser“ ist ein Ökonomieprinzip (Frustra fit per plura quod potest fieri per pauciora = Es ist umsonst, etwas durch mehreres zu machen, was durch weniger gemacht werden kann; Summa Totius Logicae I, 12). Das dahinter stehende Verständnis ist, dass Theorien nur ein Modell sind, die die Wirklichkeit so einfach wie möglich erklären sollen, weil sie die Natur in ihrer Komplexität vermutlich (sowieso) nicht erfassen können.
Im Universalienstreit war Ockham Nominalist, wobei die Begriffe nicht Abbilder der Dinge sind, sondern nur Zeichen. Für Ockham waren weder das Dasein Gottes noch dessen Eigenschaften aus der Vernunft heraus beweisbar. Das Unbeweisbare zu glauben ist jedoch ein verdienstlicher Willensakt. Selbsterkenntnis hat die höchste Gewissheit. Ockham trat für eine Trennung von Kirche und Staat ein. Beides sind legitime Autoritäten. Letzterer habe die Aufgabe, das Gemeinwohl zu fördern. Mit dieser Auffassung kam er in Konflikt mit dem Papst und musste bei Ludwig IV. von Bayern in München Schutz vor Verfolgung suchen.

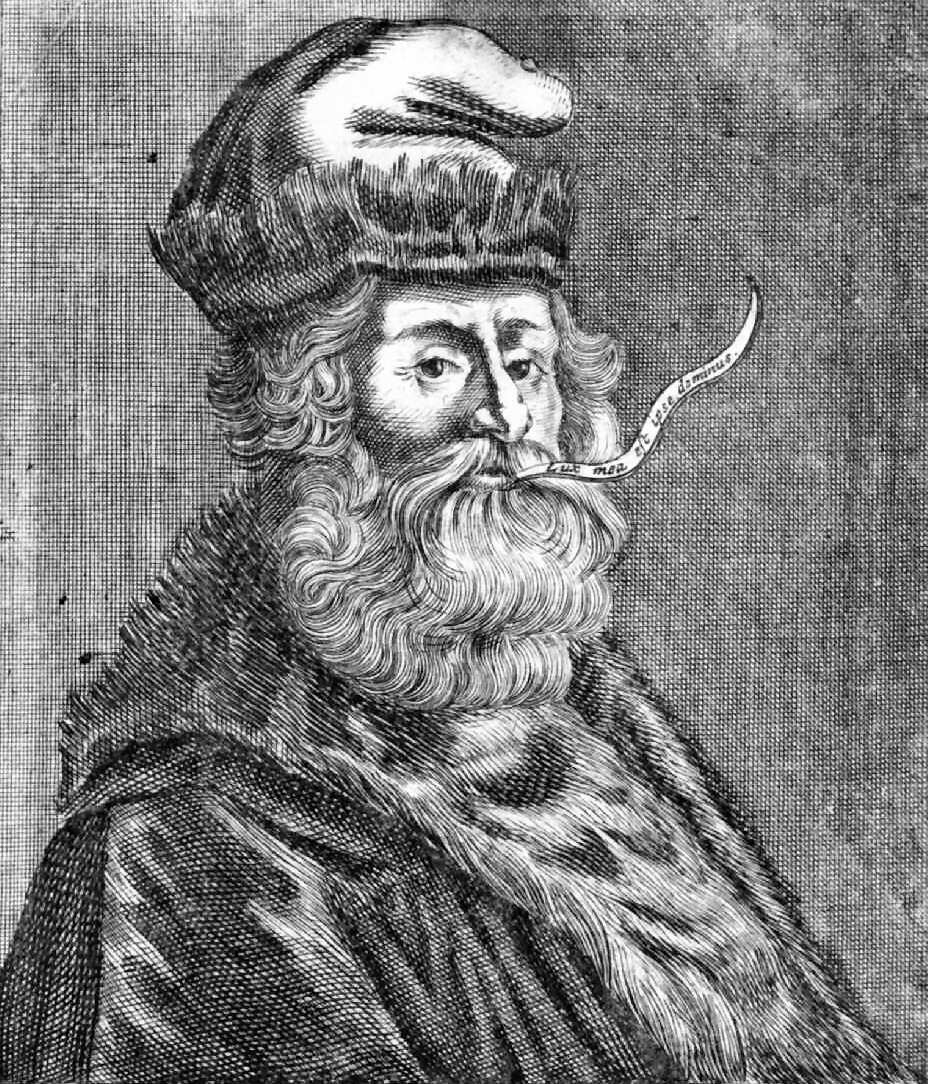
Raimundus Lullus

Raimundus Lullus (1232–1316) war ein vielgereister Weltenbummler, den man als Averroisten einstufen kann. Er erfand eine Schablone mit sieben konzentrischen Kreisen, auf der er Begriffskombinationen ablesen konnte, die nach seiner Aussage entsprechende Wahrheiten aufzeigen konnten. Nikolaus von Oresme (ca. 1330–1382) beschäftigte sich mit einer Reihe von naturwissenschaftlichen Fragen, setzte dabei mathematische Konzepte ein und fand dabei auch sachliche Fehler bei Aristoteles. Er vertrat die Auffassung, dass auch neue Betrachtungsweisen zulässig seien und hielt sogar ein heliozentrisches Weltbild für möglich. Marsilius von Inghen (ca. 1335–1396) war Mitbegründer der Universität von Heidelberg. Johannes Buridan (ca. 1300–1358) war Rektor der Pariser Universität und befasste sich mit Fragen der Willensfreiheit. Berühmt ist sein Beispiel eines Esels, der genau in der Mitte zwischen zwei Heuhaufen steht, sich nicht entscheiden kann, zu welchem er geht und darüber verhungert. Pierre d’Ailly (1350–1420) gilt als philosophischer Skeptiker, der das Primat des Willens lehrte. Wahrnehmung ist nur der äußere Bezug zur Natur, die von Gott verändert werden kann.

#### Philosophische Mystik
Bernhard von Clairvaux (1090–1153) ist vor allem bekannt durch seinen Kampf gegen sog. Häretiker wie Abaelard, Gilbert de la Poirée oder Wilhelm von Conches. Für ihn ist Wissen um des Wissens willen heidnisch. Die eigentliche Tugend des Christen ist die Demut.

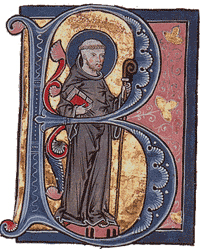
Bernhard von Clairvaux

Hildegard von Bingen (1098–1179) war als Frau die Teilnahme am universitären Diskurs ihrer Zeit versperrt. Sie schrieb zu einer Vielzahl von auch kritischen Fragen des täglichen und des christlichen Lebens allgemeine Lebensregeln und auch eine Reihe medizinischer Texte. Amalrich von Bena (gest. 1206) verbreitete pantheistische Auffassungen, nach denen Gott in allen Kreaturen lebt, so dass seine Anhänger systematisch verfolgt wurden. Joachim von Fiore (1135–1202) entwarf eine geschichtsphilosophische Betrachtung der Bibel, indem er das Alte Testament mit Gott, das neue Testament mit Jesus und die Zeit bis zum jüngsten Gericht mit dem Heiligen Geist gleichsetzte. Dabei erwartete er das jüngste Gericht aufgrund von Berechnungen aus der Bibel im Jahre 1260.
Das herausragende Thema von Meister Eckhart (um 1260–1328) ist das Einswerden des Innersten mit Gott. Als Dominikaner stand er in der Nachfolge von Thomas und war als Lehrer in Paris und Köln durchaus ein Vertreter der klassischen Philosophie und Theologie. Für ihn war aber Vernunft ohne Kontemplation nicht vollendet. Nur durch die Verinnerlichung des Wortes findet die menschliche Seele zu dem unbegreiflichen und unaussprechlichen göttlichen Urgrund der Dinge, der sich in der ganzen Natur manifestiert. Hierdurch wird Gott in unserer Seele geboren, die eins wird mit Gott. Schüler und Nachfolger Eckharts sind Heinrich Seuse (1295–1366) und Johann Tauler (1300–1361).

### Einführungen, Kompendien, Nachschlagewerke
- Alain de Libera: Die mittelalterliche Philosophie. Wilhelm Fink Verlag, München 2005, ISBN 3-8252-2637-9.
- Alain de Libera: Denken im Mittelalter. Wilhelm Fink Verlag, München 2003, ISBN 3-7705-3242-2.
- Arthur Hilary Armstrong (Hrsg.): Cambridge History of Later Greek and Early Medieval Philosophy. Cambridge 1970.
- Cesalli, Laurent et al. (Hrsg.): Grundriss der Geschichte der Philosophie. Die Philosophie des Mittelalters. Band 3, 12. Jahrhundert. 1. Halbband / begr. von Friedrich Ueberweg; herausgegeben von Laurent Cesalli, Ruedi Imbach, Alain de Libera und Thomas Ricklin. Unter Mitarbeit von Jakob Georg Heller. Völlig neu bearbeitete Ausgabe. Basel, Schwabe Verlag 2021, ISBN 978-3-7965-2625-1
- Peter Dronke (Hrsg.): A History of Twelfth Century Western Philosophy. Cambridge 1988.
- Kurt Flasch: Das philosophische Denken im Mittelalter. Von Augustin zu Machiavelli. 2. Aufl. Reclam, Stuttgart 2001, ISBN 3-15-018103-8.
- Kurt Flasch: Einführung in die Philosophie des Mittelalters. 3. Aufl. WBG, Darmstadt 1994, ISBN 3-534-04570-X.
- Jorge J. E. Gracia, Timothy B. Noone (Hrsg.): A companion to philosophy in the Middle Ages (Blackwell Companions to Philosophy). Blackwell, Malden/Mass. 2002, ISBN 0-631-21672-3.
- Norman Kretzmann (Hrsg.): Cambridge History of Later Medieval Philosophy. Cambridge 1982.
- John Marenbon: Early Medieval Philosophy (480-1150): an introduction. London 2. A. 1988.
- John Marenbon: Later Medieval Philosophy (1150–1350): an introduction. London 1987.
- John Marenbon (Hrsg.): The Routledge History of Philosophy. Bd. 3 (The Middle Ages), London 1998–2003.
- John Marenbon: Medieval Philosophy (Routledge History of Philosophy). Routledge, London-New York 2008.
- Benoît Patar: Dictionnaire des philosophes médiévaux, Fides, Québec 3. A. 2006, ISBN 2-7621-2741-6.
- Peter Schulthess, Ruedi Imbach: Die Philosophie im lateinischen Mittelalter. Ein Handbuch mit einem bio-bibliographischen Repertorium. Artemis & Winkler, Düsseldorf u. a. 2000, ISBN 3-7608-1218-X.
- Loris Sturlese: Die deutsche Philosophie im Mittelalter. Von Bonifatius bis zu Albert dem Großen (748–1280). Beck, München 1993, ISBN 3-406-37749-1.
- Friedrich Ueberweg, Bernhard Geyer: Die patristische und scholastische Philosophie. 11. Aufl. (Nachdr.) WBG, Darmstadt 1967.

### Anthologien
- Richard N. Bosley, Martin Tweedale (Hrsg.): Basic Issues in Medieval Philosophy: Selected Readings Presenting the Interactive Discourses among the Major Figures. Broadview Press, Peterborough/Ont. 1997.
- Kurt Flasch: Geschichte der Philosophie in Text und Darstellung. Band 2: Mittelalter. Reclam, Ditzingen 1986.
- Arthur Hyman, J. Walsh (Hrsg.): Philosophy in the Middle Ages. Hackett Publishing Co., 1983.
- Norman Kretzmann, Eleonore Stump (Hrsg.): The Cambridge Translations of Medieval Philosophical Texts. Vol. 1: Logic and the Philosophy of Language. Cambridge University Press, Cambridge 1988.
- Arthur Stephen McGrade, John Kilcullen, Matthew Kempshall (Hrsg.): The Cambridge Translations of Medieval Philosophical Texts. Vol. 2: Ethics and Political Philosophy. Cambridge University Press, Cambridge 2001.
- Richard McKeon (Hrsg.): Selections from Medieval Philosophers. 2 Bde. Charles Scribner’s Sons., New York 1929 (Bd. 1: Augustine to Albert the Great. Bd. 2: Roger Bacon to William of Ockham).
- Robert Pasnau (Hrsg.): The Cambridge Translations of Medieval Philosophical Texts. Vol. 3: Mind and Knowledge. Cambridge University Press, Cambridge 2002.
- Andrew B. Schoedinger (Hrsg.): Readings in Medieval Philosophy. Oxford University Press, New York 1996.
- Herman Shapiro (Hrsg.): Medieval Philosophy: Selected Readings from Augustine to Buridan. The Modern Library, New York 1964.
- John Wippel, Allan B. Wolter (Hrsg.): Medieval Philosophy. Free Press, New York 1969.